# Ictioterapia

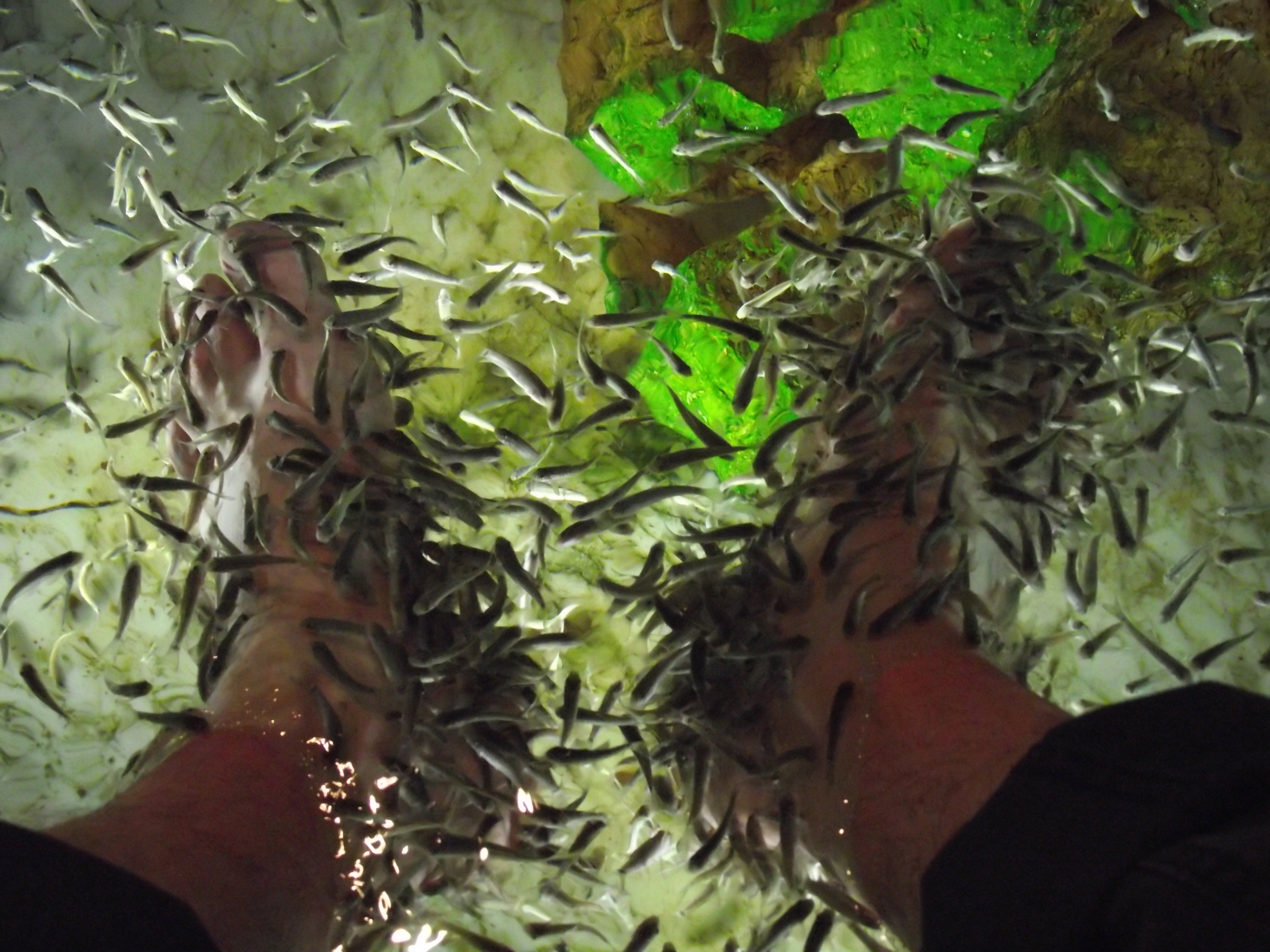
Tratamiento con peces Garra rufa

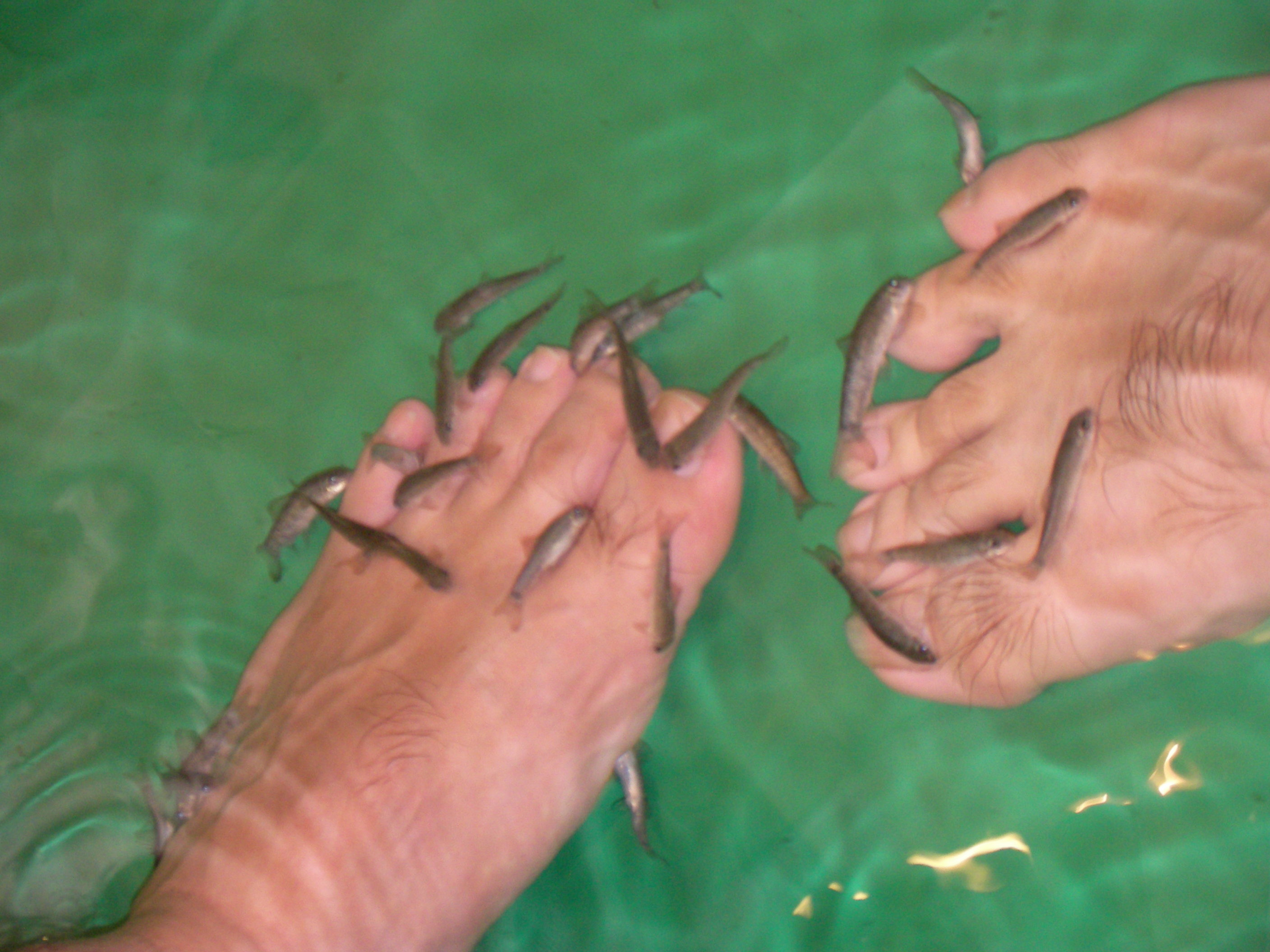
Ictioterapia

La ictioterapia (compuesto por el prefijo procedente del gr. ichtýs, pez. y terapia: tratamiento de una enfermedad) se refiere a la terapia de limpieza en los pies con el uso de peces de origen turcos llamados Garra rufa o también llamados pez doctor o doctor fish. Es equivalente a un peeling o exfoliación natural, pero aplicado a los pies. Es un método muy sencillo que consiste en sumergir los pies en un recipiente de agua o pecera lleno de peces garra rufa, estos peces prácticamente succionan las células muertas de los pies, provocando literalmente un cambio de piel, ya que se utilizan peces pequeños para tal labor, de no más de 5 centímetros.

## Historia
Los peces garra rufa pertenecen a la familia de los Ciprínidos y su origen es el Oriente Medio, en especial de Turquía, Siria, Irán e Irak. Se descubrieron alrededor del año 1800. Pero su uso masivo comenzó en las termas de Kangal en la provincia de Sivás (Turquía) que se dio atención al público en el año de 1963.
El uso más común de los garra rufa es para la ictioterapia, pero también ayudan a mitigar los efectos de la psoriasis [cita requerida] y esta es la razón por la cual estos peces gozan de protección por parte del gobierno Turco.

## Procedimiento
Este tipo de terapia es muy recomendable para personas con sobrepeso y obesidad[cita requerida], también para personas con largos periodos estando de pie[cita requerida]. Es ideal para meseros, atletas, bailarines y en general para todas aquellas personas que su trabajo sea estar caminando o estar paradas[cita requerida].
La ictioterapia normalmente tiene una duración de 15 a 30 minutos, dependiendo del paciente y en muchos lugares se complementa con el corte de uñas y el masaje a los pies.
Es un procedimiento muy sencillo, solo se tiene que sumergir los pies en una pecera o estanque donde los pies quedan expuestos a los peces. Y consiste en solo esperar a que los peces garra rufa quiten la piel muerta de los pies. Como resultado de esta terapia, se obtendrán unos pies limpios, más tersos y suaves[cita requerida].

## Beneficios
Los beneficios[cita requerida] de la ictioterapia son:
- Tener pies mejor hidratados
- Eliminación de callos en los pies, así como grietas y durezas
- La circulación se beneficia
- Es una terapia indolora
- El pie de atleta se elimina
- El mal olor de los pies se disminuye
- Y en algunos casos es benéfico para mejorar los efectos de la Psoriasis

## Desventajas
Este tipo de terapia tiene ciertas desventajas debido más que nada al manejo inadecuado de personas poco profesionales como lo pueden ser:
- Los estanques donde se realiza la ictioterapia en algunas ocasiones no se limpian adecuadamente entre paciente y paciente o de plano no se limpian.
- Los peces en ocasiones no se cambian entre paciente y paciente. Usando los mismos para varios pacientes con el riesgo de infección.
- Existen unos peces muy parecidos a los garra rufa, que son unos peces chinos llamados Chinchin, pero a diferencia de los garra rufa, esto poseen dientes y por lo tanto el riesgo de infección es muy alto.
- El uso de estos peces requiere de que estén muy hambrientos para que quieran comer piel humana, y este acto es considerado como crueldad hacia los animales.

Cabe resaltar que las infecciones en este tipo de terapias, en la mayor parte de los casos se han contraído en personas con algún tipo de enfermedad de su sistema inmunológico, como puede ser la diabetes, psoriasis, etc.